# Pearl Mackie
Pearl Mackie (Londen, 29 mei 1987) is een Britse actrice, danseres en zangeres. Ze is vooral bekend voor haar rol als Bill Potts in de tv-serie Doctor Who.
Mackie studeerde in 2010 af aan de Bristol Old Vic Theatre School. Haar eerste grote rol op televisie was in 2014, toen ze Anne-Marie Frasier speelde in de BBC-reeks Doctors.